# Nemuritorii 3D: Războiul Zeilor
Nemuritorii 3D: Războiul Zeilor (titlu original Immortals) este un film de acțiune fantezie din 2011 regizat de Tarsem Singh după un scenariu de Vlas și Charley Parlapanides. În film interpretează actorii Henry Cavill (Tezeu), Mickey Rourke (regele Hiperion), Luke Evans și John Hurt (ambii în rolul lui Zeus). În Nemuritorii, Tezeu este un om muritor ales de Zeus să conducă lupta împotriva nemilosului rege Hyperion, care a declarat război umanității și a devastat Grecia.

## Prezentare
Înainte de apariția omului sau a animalelor, nemuritorii, dându-și seama că se pot omorî între ei, au purtat război unii cu alții. Învingătorii s-au numit Zei, în timp ce învinșii au fost numiți Titani și întemnițați sub Muntele Tartar. Arcul lui Epirus, o armă de o putere imensă, s-a pierdut pe Pământ în timpul războiului. În 1228 î.Hr., regele muritor Hyperion (Mickey Rourke) caută Arcul în regiunea Heraklion, deoarece intenționează să elibereze Titanii cu ajutorul lui, deoarece zeii n-au vrut să-i salveze familia de la moarte.

## Vezi și
- Listă de filme cu Hercule
- Listă de filme bazate pe mitologia greco-romană
- Listă de filme de aventură din anii 2010